# Helix (serie televisiva)
Helix è una serie televisiva statunitense di fantascienza del 2014 prodotta per la rete via cavo Syfy. In data 29 marzo 2014 la serie è stata rinnovata per una seconda stagione. Il 16 gennaio 2015 è cominciata la messa in onda della seconda stagione.
Il 29 aprile, 2015, Syfy ha annunciato la cancellazione della serie, a causa del consistente calo di ascolti della seconda stagione.
In Italia, la prima stagione è stata resa disponibile su Infinity dal 15 luglio 2016.

## Trama
La prima serie racconta di un grandissimo laboratorio segreto in Groenlandia, dove sono in corso ricerche sui virus, finanziato dalla società privata ILARIA. Improvvisamente scoppia un’epidemia e il direttore del Laboratorio, in accordo con la società, chiama il CDC per risolvere il problema, ovvero trovare la cura, ma senza svelare i segreti.
Un poco alla volta, e dopo infiniti doppi giochi, depistaggi e uccisioni, il CDC scopre l’esistenza di due virus. Una prima versione è letale mentre l’altra trasforma gli infetti in “vettori”, ossia cacciatori di individui sani, portati istintivamente a propagare il contagio.
Costoro sono simili ai classici zombi.
La società ILARIA è formata da una elite di immortali, dotati di un codice genetico che consente di non invecchiare e di guarire rapidamente dalle malattie. Scopo della società privata è quella di produrre un virus e una cura per ridurre drasticamente la popolazione della terra. Ma il direttore del Laboratorio, un immortale, voleva invece produrre un virus in grado di trasportare i geni dell’immortalità, facendone dono ad una sua figlia naturale, che fa parte della squadra della CDC e che ignorava le sue origini. La cosa gli riesce.
La conclusione della serie porta alla parziale vittoria di ILARIA che riesce a evitare la distruzione del virus.

## Episodi
| Stagione         | Episodi | Prima TV USA | Pubblicazione Italia |
| ---------------- | ------- | ------------ | -------------------- |
| Prima stagione   | 13      | 2014         | 2016                 |
| Seconda stagione | 13      | 2015         | 2016                 |